# Hải Quế
Hải Quế là một xã thuộc huyện Hải Lăng, tỉnh Quảng Trị, Việt Nam.

## Hành chính
Xã Hải Quế được chia thành 3 thôn: Đơn Quế, Hội Yên, Kim Long.

## Văn hóa
Vào thời vua Hồng Đức, khoảng giữa thế kỉ 15, một vị quan họ Lê (Lê Qúi Công, thụy Tán Trị) được vua cử vào vùng Ô Châu đánh nhau với Chiêm Thành. Theo truyền khẩu, ngài giải vây cho vua ở thôn Cổ Lũy. Sau đó, ngài đến vùng mà ngày nay là thôn Đơn Quế thuộc xã Hải Quế, qui dân lập làng. Ngài có 2 anh em cùng với 8 vị khác cùng khẩn hoang xây dựng nên làng xóm. Thành lập ra 9 dòng họ trong làng. Ngài Lê Qúi Công là người có công khai khẩn đầu tiên nên dòng họ của ngài được gọi là Lê Nhất tộc thôn Đơn Quế. Khi qua đời, ngài được dân làng thờ cúng trong đình làng, được vua sắc phong: Dực Bảo Trung Hưng Linh Phò Chi Thần.
Chín dòng họ được xếp theo thứ tự: Lê Nhất, Hồ Nhị, Hồ 3, Hồ 4, Trần 5, Hoàng 6, Võ 7, Lê 8, Hồ 9. Ngày nay dòng họ Trần giàu có nhất.
Đình làng Đơn Quế được xây dựng lại năm 2011. Ngày Khánh thành là 11 và 12/05/2011 âm lịch, tức ngày 12, 13/06/2011.